# Centro Nacional de Memoria Histórica
El Centro Nacional de Memoria Histórica es un organismo gubernamental colombiano adscrito al Departamento Administrativo para la Prosperidad Social con sede principal en Bogotá. Es el encargado de preservar la memoria del Conflicto armado interno en Colombia. Desde octubre de 2022 la directora es María Valencia Gaitán, nieta de Jorge Eliécer Gaitán, político liberal cuyo asesinato marcó el recrudecimiento del periodo de La Violencia, antecedente directo del actual conflicto armado interno de Colombia.

## Historia
Fue creado por la Ley de Víctimas y Restitución de Tierras 1448 de 2011 y es el encargado de contribuir al deber de memoria del Estado con ocasión de las violaciones ocurridas en el marco del conflicto armado colombiano. También ayuda en la reparación integral y al derecho a la verdad del que son titulares las víctimas y toda la sociedad en su conjunto.
Produce información de uso público dispuesta para cualquier interesado, investigador o ciudadano mediante diferentes actividades museísticas, pedagógicas para proporcionar y enriquecer el conocimiento de la historia política y social de Colombia.
Considerado muy cercano al gobierno colombiano y a las Fuerzas Militares, el Centro fue excluido en 2020 de la Coalición Internacional de Sitios de Conciencia (que reúne a más de 200 museos y memoriales en más de 60 países).Según las asociaciones de víctimas del conflicto y los historiadores, el centro realiza una labor «negacionista» al reducir el conflicto armado a una lucha entre el Estado y los «terroristas».
El Gobierno aprobó en 2020 la llamada «ley de veteranos», que prevé que una zona del museo se dedique «a mostrar al público las historias de vida de los veteranos de las Fuerzas Militares, exaltando especialmente sus valientes acciones, su sacrificio y su contribución al bienestar general». 
Para el 2022 se esperaba fuera abierto el Museo Nacional de la Memoria.
El director de la organización, Darío Acevedo, dimitió el 7 de julio de 2022 tras un incidente de desacato que abrió la Jurisdicción Especial para la Paz en su contra por haber alterado el guion Voces para Colombia a pesar de que este tenía medidas cautelares que le impedían cualquier modificación, para ocultar el papel del paramilitarismo en el conflicto. Darío Acevedo se enfrentó a varias polémicas y fue criticado por las asociaciones de víctimas que le acusaron de negacionismo. En particular, había firmado un polémico acuerdo con José Félix Lafaurie, presidente de la Federación Colombiana de Ganaderos (Fedegan), para destacar el papel de los ganaderos en el conflicto, mientras que Fedegan ha sido señalada a menudo por financiar a los grupos paramilitares y oponerse a la reparación de las víctimas mediante la restitución de tierras.

## Organización
Según el Decreto 4803 de 2011, lo conforman un Consejo Directivo, una Dirección General y una Oficina Asesora Jurídica. 
A su vez, se divide en las siguientes subsecciones: 
- Construcción de la Memoria Histórica.
- Archivo de los Derechos Humanos
- Museo de Memoria Histórica
- Acuerdos de la Verdad
- Administrativa y Financiera.

## Objetivos y Funciones
Dentro de los objetivos estratégicos del CNMH están:
- Objetivos:
  - Comprensión social del conflicto armado: Contribuir al esclarecimiento de los hechos, los responsables y las condiciones que hicieron posible el conflicto armado en Colombia, e interpelar a la sociedad sobre las dinámicas institucionales, políticos y sociales que lo desencadenaron y degradaron, para contribuir a la realización del derecho a la verdad de las víctimas y la sociedad en general, y a las garantías de no repetición.
  - Esfera pública de la memoria: Consolidar el papel de la memoria como derecho en la institucionalidad y la sociedad y como patrimonio público, propiciando las garantías y condiciones para que las diversas manifestaciones de la sociedad realicen ejercicios de memoria histórica, en reconocimiento a la pluralidad de memorias del conflicto armado.
  - Condiciones para la construcción de la paz: Aportar a la dignificación de las víctimas, el esclarecimiento de los hechos de violencia ocurridos y la convivencia del país, a través de la reparación simbólica de las víctimas y la implementación de mecanismos no judiciales de contribución a la verdad de la población desmovilizada y otros actores.
  - Legado testimonial y documental: Museo Nacional de la Memoria y Archivo de Derechos Humanos y Memoria Histórica: Diseñar, construir y entregar al país el Museo de la Memoria como un espacio de dignificación de las víctimas y de promoción de una cultura respetuosa de los derechos humanos, y conformar y poner al servicio de las víctimas y la sociedad el archivo de Derechos Humanos y Memoria Histórica como herramienta de contribución al derecho a la verdad y a la no impunidad.
  - Efectividad organizacional: Consolidar institucionalmente el CNMH para que logre los resultados que las víctimas, la sociedad y el Estado esperan de él, de manera transparente y oportuna, en el marco de los principios de participación, pluralidad y dignidad.[6]
- Funciones: 
  - Diseñar, crear y administrar un Museo de la Memoria, destinado a lograr el fortalecimiento de la memoria colectiva acerca de los hechos desarrollados durante el conflicto armado en Colombia, procurando conjugar esfuerzos del sector privado, la sociedad civil, la cooperación internacional y el Estado.
  - Diseñar, crear y administrar el Programa de Derechos Humanos y Memoria Histórica de que trata el artículo 144 de la ley 1448 de 2011.
  - Apoyar, en el marco de sus competencias, los esfuerzos públicos y privados para la adecuada atención integral y garantía de los derechos humanos y de la aplicación del Derecho Internacional Humanitario que les asisten a las víctimas.
  - Servir como plataforma de apoyo, gestión, intercambio y difusión de iniciativas locales, regionales y nacionales en los temas de memoria histórica, promoviendo la participación de las víctimas, con enfoque diferencial.
  - Oficiar como espacio de apoyo a las entidades públicas y privadas en el marco de las iniciativas ciudadanas en temas de memoria histórica.  A estas funciones del CNMH se suman las demás contenidas en el artículo 5 del decreto 4803.[7]

## Informes del Centro Nacional de Memoria Histórica
2008-2009
- Trujillo: Una tragedia que no cesa (2008)[8]

- El Salado. Esa guerra no era nuestra (2009)[9]
- El Despojo de tierras y territorios. Aproximación conceptual (2009)[10]
- Recordar y narrar el conflicto (2009)[11]
- Memorias en tiempo de Guerra (2009)[12]

2010
- Bojayá. La guerra sin límites[13]
- La tierra en disputa. Memorias del despojo y resistencias campesinas en la costa Caribe (1960-2010)[14]
- La masacre de Bahía Portete. Mujeres wayuu en la mira[15]
- La Rochela. Memorias de un crimen contra la justicia[16]

2011
- Reconstrucción de la memoria histórica desde la perspectiva de género
- La masacre de El Tigre, Putumayo: 9 de enero de 1999
- El orden desarmado
- La huella invisible de la guerra. Desplazamiento forzado en la Comuna 13
- San Carlos. Memorias del éxodo en la guerra
- Mujeres que hacen historia
- Mujeres y guerra. Víctimas y resistentes en el Caribe Colombiano

2012
- ¿Qué piensan los colombianos después de siete años de Justicia y Paz?
- Justicia y paz
- «Nuestra vida ha sido nuestra lucha» Memoria y resistencia en el Cauca indígena»
- El Placer. Mujeres, coca y guerra en el Bajo Putumayo

2013
- ¡Basta ya!: Colombia: memorias de guerra y dignidad[17]
- Caquetá: memoria y conflicto
- Una verdad secuestrada. Cuarenta años de estadísticas de secuestro 1970-2010
- Tejiendo memoria
- Desafíos para la reintegración. Enfoques de género, edad y etnia
- La política de reforma agraria y tierras en Colombia. Esbozo de una memoria institucional
- Una sociedad secuestrada

2014
- Tiberio vive hoy! Testimonios de la vida de un mártir
- Región Caribe, departamento de Antioquia, departamento de Chocó. Nuevos escenarios de conflicto armado y violencia. Panorama posacuerdos con AUC
- Seminario experiencias internacionales en archivos de Derechos Humanos
- Textos corporales de la crueldad
- Lucho Arango
- Ese día la violencia llegó en canoa...
- Memoria histórica desde el ámbito territorial
- Comunicar en medio del conflicto, memoria de Eduardo Estrada
- Recordar para reparar. Las masacres de Matal de Flor Amarillo y Corocito en Arauca
- Archivos de graves violaciones a los DD. HH. Elementos para una política pública
- Patrones y Campesinos: tierra, poder y violencia en el Valle del Cauca
- Putumayo: la vorágine de las Caucherías
- Cartilla daños causados por la violencia
- Informes DAV
- Hacer la guerra y matar la política
- Desaparición forzada TOMO I: NORMAS Y DIMENSIONES DE LA DESAPARICIÓN FORZADA EN COLOMBIA
- Guerrilla y población civil. Trayectoria de las FARC 1949-2013
- Silenciar la Democracia. Las Masacres de Remedios y Segovia

2015
- Rearmados y reintegrados. Panorama posacuerdos con las AUC
- Ciudadan@ de la calle
- Dignidad campesina y problema agrario en el Caribe colombiano
- Limpieza social. Una violencia mal nombrada
- Pogue: la memoria hecha de cantos
- Petróleo, coca, despojo territorial y organización social en Putumayo
- Crímenes que no prescriben
- Resumen Yo aporto a la verdad
- Aniquilar la diferencia
- El legado de los ausentes. Líderes y personas importantes en la historia de El Salado
- La palabra y el silencio
- Un viaje por la memoria histórica
- Desmovilización y reintegración paramilitar
- Del ñame espino al calabazo
- Serie: Una nación desplazada
- Cartilla: Derecho penal y guerra
- Quintín Lame: la primera guerrilla indígena de Latinoamérica
- Caminos para la Memoria
- Caja de herramientas para gestores de archivos de DD. HH.
- Buenaventura: un puerto sin comunidad
- Narrativas de vida y memoria
- Memoria, territorio y luchas campesinas

2016
- Esa mina llevaba mi nombre
- Mujeres en resistencia
- Hilando memorias para tejer resistencias: mujeres indígenas en lucha contra las violencias
- El tesoro escondido... Travesía por la memoria
- Tomas y ataques guerrilleros (1965-2013)
- Arquitectura, memoria y reconciliación
- Grupos armados posdesmovilización
- Cartillas: Desde el Carare, la niñez y la juventud siembra cultura de paz
- Hasta encontrarlos. El drama de la desaparición forzada en Colombia
- Granada. Memorias de guerra, resistencia y reconstrucción
- Tierras y conflictos rurales
- La justicia demanda memoria
- La maldita tierra
- Memorias de una masacre olvidada
- Derecho a la justicia como garantía de no repetición

2017
- Reconstruir y recordar desde la memoria corporal CNMH. Guía Metodológica
- Protocolo de Gestión Documental
- Museo Nacional de la Memoria: Un lugar para el encuentro - Lineamientos conceptuales y guion museológico
- Política Pública de Archivos de Derechos Humanos, Memoria Histórica y Conflicto Armado
- Hacia el fin del conflicto
- Una guerra sin edad
- Crecer como un río
- Recordar y narrar el exilio
- La guerra inscrita en el cuerpo
- De los grupos precursores al Bloque Tolima
- Memoria de la infamia: Desaparición forzada en el Magdalena Medio
- Medellín: memorias de una guerra urbana
- Ojalá nos alcance la vida
- Campesinos de tierra y agua
- En honor a su memoria: víctimas del Bloque Norte de las AUC en el Caribe colombiano
- La tierra no basta. Colonización, baldíos, conflicto y organizaciones sociales en el Caquetá
- Herramienta Metodológica del Monumento Sonoro por la Memoria
- La guerra escondida: Minas antipersonal y remanentes explosivos en Colombia

2018
- Historias de ida y vuelta desde el exilio
- Narrando nuestra historia
- Violencia paramilitar en la altillanura
- Tierra y carbón en la vorágine del Gran Magdalena
- En el bolsillo seguimos canaleteando
- El caso de la asamblea del Valle: Tragedia y reconciliación
- Y a la vida por fin daremos todo…
- Narrativas de la guerra a través del paisaje
- Catatumbo: memorias de vida y dignidad
- Exilio colombiano: huellas del conflicto armado más allá de las fronteras
- Memoria histórica con víctimas de violencia sexual: aproximación conceptual y metodológica
- Tiberio vive hoy! Testimonios de la vida de un mártir
- Recuerdos de selva: Memorias de integrantes de la fuerza pública víctimas de secuestro
- Reconstruir y recordar desde la memoria corporal CNMH. Guía Metodológica
- Rearmados y reintegrados. Panorama posacuerdos con las AUC
- Región Caribe, departamento de Antioquia, departamento de Chocó. Nuevos escenarios de conflicto armado y violencia. Panorama posacuerdos con AUC
- Caquetá: memoria y conflicto
- Una verdad secuestrada. Cuarenta años de estadísticas de secuestro 1970-2010
- Reconstrucción de la memoria histórica desde la perspectiva de género
- El despojo de tierras y territorios. Aproximación conceptual
- Memoria y comunidades de fe en Colombia
- Empresarios, memorias y guerras. Testimonios desde el Pacífico Colombiano[18]

2019
- Sin territorio no hay identidad. Memorias visuales del Resguardo Indígena Wayúu de Nuevo Espinal (2019)[19]
- Tiempos de vida y muerte. Memorias y luchas de los pueblos indígenas en Colombia[20]
- Análisis cuantitativo del paramilitarismo en Colombia[21]
- El Tigre no es como lo pintan. Estigmatización y conflicto armado en el bajo Putumayo. Una historia ilustrada[22]
- No señor, guerrilleros no. ¡Somos campesinos y campesinas de Pichilín![23]
- VOCES QUE CONSTRUYEN. MEMORIAS DE EMPRESARIOS[24]
- SER MARICA EN MEDIO DEL CONFLICTO ARMADO[25]
- Memorias que germinan[26]
- SIN TERRITORIO NO HAY IDENTIDAD. Memorias visuales del Resguardo indígena Wayúu de Nuevo Espinal[27]
- Memoria histórica con víctimas de violencia sexual: Aproximación conceptual y metodológica[28]
- Memoria y comunidades de fe en Colombia[29]
- Juglares de la memoria de Los Montes de María: cancionero del documento[30]
- RECUERDOS DE SELVA: MEMORIAS DE INTEGRANTES DE LA FUERZA PÚBLICA VÍCTIMAS DE SECUESTRO[31]

2020
- Memorias de Esperanza. Relatos de Esperanza, Paz y Libertad
- ALARGANDO EL TIEMPO. MADRES UNIDAS POR EL DOLOR Y LA ESPERANZA BUSCANDO A PERSONAS DADAS POR DESAPARECIDAS
- Chámeza: Memorias de la sal que nos dio la vida
- El Estado suplantado. Las Autodefensas de Puerto Boyacá
- El modelo paramilitar de San Juan Bosco de La Verde y Chucurí
- Isaza, el clan paramilitar. Las Autodefensas Campesinas del Magdalena Medio
- Las Autodefensas de Cundinamarca. Olvido estatal y violencia paramilitar en las provincias de Rionegro y Bajo Magdalena

2021
- Mujeres pastos en la lucha por la recuperación de tierras: resguardos de Guachucal y Cumbal[32]
- Reflexiones y experiencias en torno a la pedagogía de la memoria histórica del conflicto armado colombiano[33]

- Arrasamiento y control paramilitar en el sur de Bolívar y Santander.  Bloque Central Bolívar: Origen y consolidación Tomo I[34]

- Arrasamiento y control paramilitar en el sur de Bolívar y Santander. Tomo II. Bloque Central Bolívar: violencia pública y resistencias no violentas[34]
- Yolanda Cerón: la hermana del Pacífico. Una biografía ilustrada[35]

- La Marcha de la Luz: memoria de un pueblo La masacre de nueve concejales[36]
- UNA LUZ POR SU MEMORIA Nueve vidas para no olvidar[37]